# Jan van Haeringen
Jan van Haeringen (Utrecht, 9 februari 1923 - Maastricht, 12 november 1984) was een Nederlands bestuurder en politicus. Hij behoorde tot de ARP. 

## Leven en werk
Van Haeringen was een zoon van Johan Hendrik van Haeringen en Annechien Groenewold. Hij studeerde rechten. Hij trouwde met Gijsberta Gerarda Donner (dochter van Jan Donner). 
Van Haeringen was eerder werkzaam voor Shell, totdat hij op 16 juni 1970 in Baarn als burgemeester werd geïnstalleerd. Van Haeringen voltrok op 28 juni 1975 het burgerlijk huwelijk tussen Christina der Nederlanden en Jorge Guillermo. Wegens ziekte legde hij zijn functie neer op 5 november 1975 om met vervroegd pensioen te gaan. Hij werd opgevolgd door J.P. Miedema. Van Haeringen overleed op 12 november 1984.